# Künstlerbund Rhein-Neckar
Der Künstlerbund Rhein-Neckar wurde 1963 gegründet und gehört seitdem zu den einflussreichsten Künstlervereinigungen in der Rhein-Neckar-Region.
Seine Ziele sind „… die wesentlichen Kräfte im Kunstschaffen der Gegenwart, insbesondere dieser Region, zu fördern und zu repräsentieren.“
Seit der Gründung sind die Jahresausstellungen dieser Gruppe ein prägendes Ereignis im Kulturleben der Region.
2015 zählte der Künstlerbund Rhein-Neckar 64 Mitglieder. 

## Mitglieder (Auswahl)
- Christian Adam
- Peter Borkenhagen
- Burkhart Braunbehrens
- Margret Eicher
- Paul in den Eicken (1945–2013)
- Peer Gessing
- Wolf Heinecke
- Andreas Helmling
- Alexander Kästel
- Gerhard Kilger
- Hans-Michael Kissel
- Marie Marcks (1922–2014)
- Norbert Nüssle (1932–2012)
- Roswitha Josefine Pape
- Manfred Riederer
- Werner Schaub
- Edgar Schmandt
- Klaus Staeck
- Walter Stallwitz
- Fritz Stier

## Projekte und Ausstellungen
- 2013: Zeit zu sehen, Schloss Schwetzingen (Orangerie)[2]
- 2010: BLAU-WEISS-ROT, Mannheimer Rosengarten
- 2005: Das Bild hat das letzte Wort, Kunstverein Neckar-Odenwald, Buchen[3]
- 1996: Kunst im Container – Museum auf Zeit, fahrbares Museum (Lkw mit Anhänger)
- 1989: Eiskunst, Eisstadion am Friedrichspark, Mannheim
- 1964: Erste Ausstellung des Künstlerbundes, Kulturhaus Ludwigshafen